# Sten Sture der Ältere

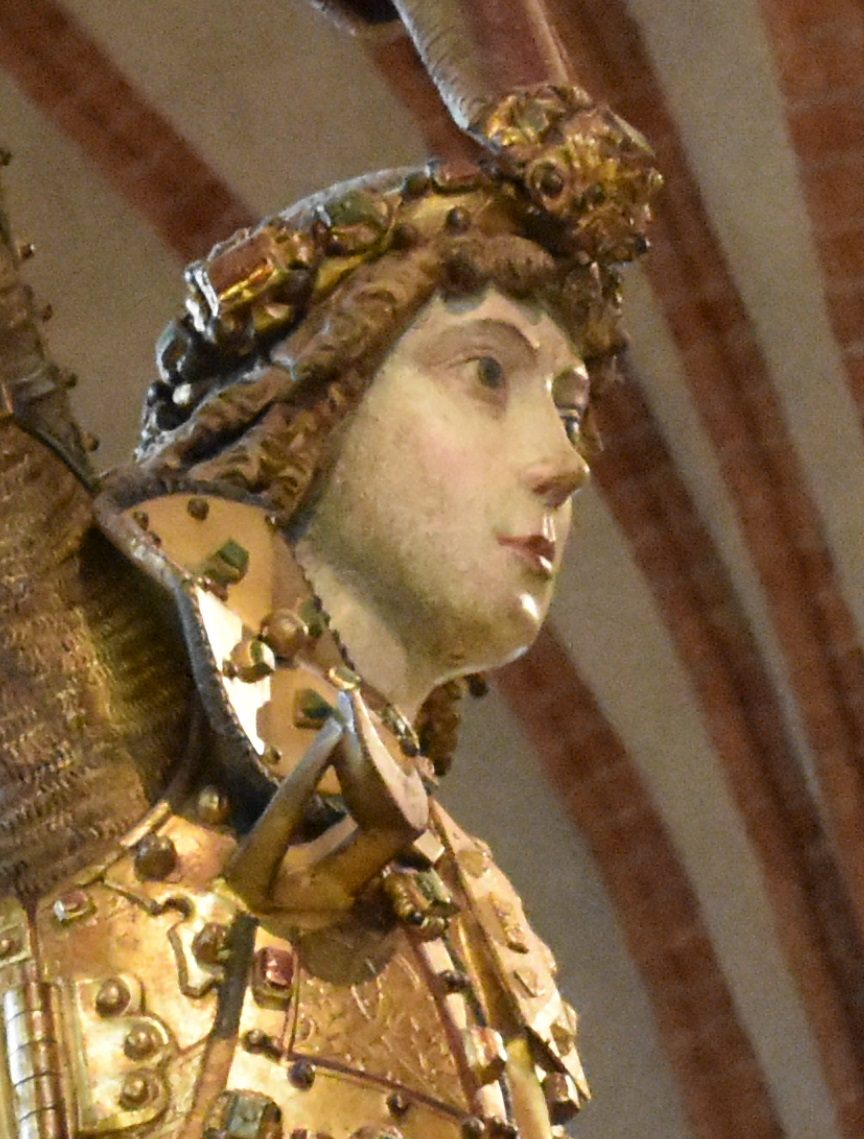
Heiliger Georg aus der St.-Jürgen-Gruppe in der Storkyrkan Stockholm. Das im Auftrag Sten Stures geschaffene Werk soll Stures Kampf in der Schlacht am Brunkeberg symbolisieren.

Einzug Sten Stures in Stockholm (1864). Historienmalerei von Georg von Rosen (1843–1923)

Sten Sture I. der Ältere, Sten Gustavsson (Sture), Herr Sten (* um 1440; † 14. Dezember 1503 in Jönköping) war Reichsverweser (schwedisch riksföreståndare) von Schweden. Er wurde um 1440 als Sohn von Gustav Anundsson Sture (aus der Familie Sture mit den Seeblättern im Wappen) und der Brigitte Bielke, Tochter von Sten und Halbschwester von König Karl VIII. Knutsson Bonde geboren. Sten war ab 1501 Stadtoberhaupt von Stockholm.
Sein Vater starb schon 1444. Die Verwandtschaft mit König Karl bestimmte schon frühzeitig seine Verantwortung für innerschwedische Kämpfe und während Karls siebenjähriger Landesflucht besuchte er diesen in Danzig. 1464 nahm er zusammen mit dem Bischof Kettil Karlsson (Vasa) an einem Aufstand gegen König Christian I. teil, der zu einem Sieg gegen diesen bei Harakar führte.
Mit seinem hervorstechenden Auftreten bei den inneren Unruhen der Jahre 1466/67 leistete er einen entscheidenden Beitrag zur Thronbesteigung von Karl Knutsson im letzten Jahr des Aufstandes. Durch den folgenden Aufruhr Erik Karlssons (Vasa) gegen Knudsson war Sten Sture erneut gezwungen zu den Waffen zu greifen. Bei Uppbo färja in der Region Dalarna gelang ihm zusammen mit Nils Sture der entscheidende Sieg gegen die Aufständischen. Kurz darauf fiel Christian I. in Västergötland ein, doch Sture konnte ihn noch im selben Jahr bei Öresten besiegen.
Sten Sture übernahm 1470 nach dem Tode seines Onkels, König Karl VIII. Knutsson, das Amt des Reichsverwesers (Reichsvorsteher). Christians erneute Thronansprüche führten jedoch zu einem erneuten Dänisch-Schwedischen Krieg. Schwedens Selbstständigkeit und Stens eigene Stellung wurden durch den Sieg in der Schlacht am Brunkeberg (10. Oktober 1471) für 25 Jahre gefestigt. Dies spiegelte sich z. B. 1477 in der Gründung der Universität Uppsala wider. Seine Staatsführung stützte sich vor allem auf die unteren Volksschichten, was ihm einige Gegner in der schwedischen Aristokratie einbrachte.
Diese erreichten 1497, dass Sten die Macht an den dänischen König Johann I. (in Schweden Johann II.) verlor. Er konnte das Amt als Reichsverweser aber 1501 zurückgewinnen und hatte es bis zu seinem Tod 1503 inne.
Am 14. Dezember 1503 starb Sten Sture, möglicherweise durch Mord. Er wurde zuerst im Kartäuserkloster von Mariefred begraben, doch später überführte man seine Gebeine in die Domkirche von Strängnäs. Aus seiner Ehe mit Ingeborg Åkesdotter entsprangen keine Kinder, aber er hatte eine uneheliche Tochter, Birgitta, die später Nonne wurde.